# نیکلا برویک
نیکلا برویک (انگلیسی: Nicola Berwick؛ زادهٔ ۲۴ دسامبر ۱۹۷۸) یک بازیگر و بدل‌کار اهل بریتانیا است. وی قهرمانِ هنرِ رزمیِ تانگ سو دو است.
از فیلم‌ها یا مجموعه‌های تلویزیونی که وی در آن‌ها نقش داشته‌است، می‌توان به مدالیون، چهل و هفت رونین، گرین لنترن، ذره‌ای آرامش، ایندیانا جونز و قلمرو جمجمه بلورین، کازینو رویال، غریزه اصلی ۲، افسانه زورو، هولیگانیسم، اسکندر، کاپیتان اسکای و دنیای فردا، هری پاتر و زندانی آزکابان، زندگی و مرگ پیتر سلرز، طلسم الا، مأمور کدی بنکس ۲: مقصد لندن، لارا کرافت: مهاجم مقبره - گهواره حیات، روزی دیگر بمیر، بلید ۲، لارا کرافت: مهاجم مقبره، بازگشت مومیایی و مورتال کامبت: نابودی اشاره نمود.